# Winthrop Harbor (Illinois)
Winthrop Harbor est un village de l'État de l'Illinois, dans la banlieue nord de Chicago, dans le comté de Lake aux États-Unis. D'après le bureau du recensement des États-Unis, le village avait une population de 6 742 habitants en 2010.